# Rogged Bay
Die Rogged Bay ist eine kleine Bucht an der Südspitze Südgeorgiens. Sie liegt unmittelbar nördlich des Kap Disappointment.
Der Name der Bucht, der möglicherweise von den ersten Robbenfängern in den Gewässern um Südgeorgien vergeben worden ist, ist erstmals auf einer Landkarte des italienischen Kartografen Arnaldo Faustini (1872–1944) aus dem Jahr 1906 zu finden, jedoch für eine größere und weniger genau beschriebene Bucht in der näheren Umgebung. Die heutige Zuordnung geht auf Vermessungsarbeiten des South Georgia Survey in den Jahren von 1951 bis 1952 zurück. Diese wurde vom UK Antarctic Place-Names Committee im Jahr 1954 bestätigt.